# Battaglia di Leopoli (1939)
La battaglia di Leopoli, talvolta indicata come assedio di Leopoli, fu combattuta nel corso della seconda guerra mondiale fra l'esercito polacco e l'esercito tedesco, che aveva attaccato la Polonia fin dal 1º settembre 1939, e sovietico, che in base alle clausole del Patto di non-aggressione con la Germania, era a sua volta penetrato nelle regioni polacche orientali a partire dal 17 settembre. La città aveva grande importanza per mantenere aperto il "corridoio Rumeno", attraverso cui era prevista la ritirata del grosso dell'esercito polacco. La battaglia si concluse con la resa della guarnigione della città all'Armata Rossa.

## Origine
L'invasione tedesca della Polonia avvenne con una velocità che non era stata prevista dal comando supremo polacco, e il 10 settembre) fu creato il Fronte Nord polacco, con lo scopo di impegnare le forze tedesche che puntavano verso sud, per occupare la Galizia prima che l'esercito polacco potesse trasferire in Romania, attraverso quella regione, un numero consistente di uomini. Fino dal 7 settembre il generale Langner, comandante della piazza di Leopoli, aveva cominciato ad organizzare la difesa della città. Il compito iniziale delle forze polacche era la difesa della linea Bełżec — Rawa Ruska — Magierów, il comando della forze di campagna della zona era stato assegnato al generale Prich e l'11 settembre questi preparò un piano per la difesa dell'area, che si basava essenzialmente sul fiume San, con capisaldi sulla linea Żółkiew - Rawa Ruska - Janów — Gródek Jagielloński.
Tuttavia il Fronte Nord, già all'atto della sua costituzione, era stato superato a sud dalle punte avanzate dell'avanzata tedesca. In questa situazione, Rydz-Smigly, comandante delle forze armate polacche, l'11 settembre ordinò a tutte le forze ancora disponibili di ritirarsi in Galizia per resistere per i sei giorni che erano previsti prima della presunta offensiva francese, che avrebbe costretto l'OKH a trasferire forze verso occidente. Tuttavia già il 12 settembre la 1. Gebirgsdivision tedesca, che aveva attraversato i Carpazi partendo dalla Slovacchia, si presentava in prossimità di Leopoli, capitale della Galizia. Intanto il giorno precedente l'Unione Sovietica aveva iniziato le operazioni di mobilitazione.

## Ordini di battaglia
Gli ordini di battaglia non sono noti nei particolari, sono conosciute unicamente le unità maggiori che parteciparono alla battaglia, ma non le unità che effettivamente erano impegnate sul campo.

### Esercito Polacco
I difensori polacchi erano disorganizzati e consistevano solo di forze raccogliticce. Il generale Sikorski disponeva di circa 11 battaglioni di fanteria, 5 batterie di artiglieria su pezzi da 75 mm, unità di cavalleria, plotoni del genio ed un certo numero di soldati che si erano ritirati nella città.

### Wehrmacht
Le forze tedesche erano composte da truppe della 1. Gebirgs-Division "Edelweiss" (1ª divisione da montagna), comandata dal generale Kübler, la composizione della divisione, all'atto dell'invasione della Polonia era:
- 98º e 99º reggimento fanteria da montagna
- 79º reggimento artiglieria da montagna
- 54º battaglione fanteria da montagna
- 1º e 2º battaglione Jäger da alta montagna
- 54º battaglione motociclisti
- 54º battaglione ciclisti
- 54º battaglione controcarri
- 54º battaglione genio da montagna
- 54º battaglione trasmissioni da montagna
- 54º battaglione sussistenza da montagna

Non si sa quali e quante di queste truppe siano state effettivamente in combattimento, dato che agli scontri partecipò un Kampfgruppe composto da quattro compagnie di Jäger (cacciatori) con l'appoggio dell'artiglieria normale e controcarro e dei pionieri.

### Armata Rossa
Le unità che parteciparono alla battaglia erano inquadrate nella 6ª armata, del Komkor Filipp Golikov, la composizione dell'armata era:
- 2º corpo di cavalleria
  - 3ª e 14ª divisione cavalleria
  - 24ª brigata carri
- 17º corpo di fanteria
  - 96ª e 97ª divisione fucilieri
- 38ª brigata carri
- 10ª brigata carri

Anche per queste truppe non è noto quali parteciparono effettivamente alla battaglia, tuttavia dalla disposizione iniziale delle forze sovietiche sembra probabile che fossero principalmente il 17º corpo e le due brigate carri autonome.

## I primi scontri
A quel punto il comando supremo perse il controllo dell'esercito polacco, e tutte le responsabilità caddero sulle spalle dei comandanti locali. Il comandante del Fronte Sud, generale Sosnkowski, si ritirò su Leopoli, cercando di portare con sé l'Armata Krakow e l'Armata Malopolska, che però erano già state impegnate dalla 2. Panzerdivision e dalla 4. Leichtedivision. Il 12 settembre giunsero di fronte al San le colonne motorizzate del colonnello Ferdinand Schörner, dopo aver catturato Sambor, a 66 km da Leopoli, il comandante tedesco lanciò le sue truppe contro le difese polacche per tentare di catturare la città al più presto possibile. Il gruppo d'attacco tedesco era su due compagnie di fanteria motorizzata e una batteria di obici da 150 mm. Il gruppo riuscì ad aggirare di fianco le truppe polacche e a raggiungere i sobborghi della città, ma venne respinta dai difensori presenti in città. Inizialmente le forze polacche ammontavano a tre plotoni di fanteria e e due obici da 75 mm, ma le forze furono ben presto rinforzate e riuscirono a tenere la posizione fino all'alba. Nello stesso giorno il comando passò al generale Franciszek Sikorski, veterano della prima guerra mondiale e della guerra sovietico-polacca, fratello del generale Władysław Sikorski.
Le forze principali del colonnello Schörner arrivarono il giorno successivo ed alle 14:00 i tedeschi riuscirono a raggiungere il centro della città, ma furono respinti dopo duri combattimenti urbani da unità di fanteria formate da volontari locali e sbandati. Il 13 settembre il generale Sosnkowski abbandonò Leopoli per spostare il suo comando a Przemyśl, dove assunse la guida di un gruppo di unità polacche ch tentavano di sfondare le linee per soccorrere la città.
Il comandante tedesco decise di ritirarsi e di accerchiare la città, in attesa di rinforzi. Le forze tedesche ebbero un successo, catturando il quartiere periferico di Zboiska e le colline circostanti. Tuttavia, le forze polacche che si stavano ritirando dalla Polonia centrale costituivano una sorgente continua di rinforzi, insieme a nuove unità di volontari che si formavano entro la città. Il quartiere di Zboiska fu attaccato dalla 10ª brigata motorizzata polacca comandata dal colonnello Stanisław Maczek, l'abitato fu ripreso, ma le colline circostanti rimasero in mano tedesca. Le colline rappresentavano una posizione dominate per la città di Leopoli, quindi gli osservatori d'artiglieria potevano dirigere il tiro per il bombardamento della città, bombardamento a cui si aggiungevano le azioni quasi continue della Luftwaffe. Fra i bersagli dell'aviazione tedesca furono colpite anche chiese ed ospedali oltre a impianti idrici e di produzione di energia.

## L'intervento sovietico
Il 17 settembre l'ambasciatore polacco a Mosca venne informato dell'intervento sovietico in Polonia. Il confine, presidiato solo da 12000 uomini, per la maggior parte inquadrati in battaglioni del KOP (corpo di difesa della frontiera), non rappresentò una linea di difesa contro l'Armata Rossa, che schierava un numero di carri superiore a quello di polacchi e tedeschi uniti. In Galizia, dove erano presenti anche unità dell'esercito di campagna, si ebbero gli scontri più intensi fra sovietici e polacchi. L'attacco venne portato dalla 6ª Armata del Fronte d'Ucraina, comandata dal generale Golikov, che attraversò la frontiera direttamente ad est di Leopoli e mosse direttamente sulla città. Sotto questa nuova minaccia, che rendeva inattuabile la ritirata in Romania, quindi il comandante della piazza decise di ritirare tutte le sue unità nel perimetro difensivo della città e di difendere la città stessa e non tutta l'area, rinforzando in questo modo le capacità di difesa polacche. Il 18 settembre i tedeschi lanciarono migliaia di manifestini sulla città, chiedendo la resa dei polacchi. Le richieste di resa furono ignorate, ed un nuovo tentativo di prendere la città d'assalto fu respinto.
Nelle prime ore del mattino del 19 settembre le unità corazzate sovietiche raggiunsero i sobborghi orientali della città ed il quartiere periferico di Łyczaków. Dopo un breve combattimento le unità sovietiche furono respinte, tuttavia nella notte i sovietici completarono l'accerchiamento della città, congiungendosi con i tedeschi che investivano la città da ovest.
Le difese polacche erano composte principalmente da fortificazioni permanenti e da fortificazioni di circostanza, costruite dagli abitanti della città sotto la supervisione delle forze del genio. Il generale Sikorski coordinò una difesa organizzata sull'anello esterno della città, con la preparazione anche di difese in profondità. La mattina del 19 i primi inviati sovietici iniziarono le trattative con gli ufficiali polacchi. Il colonnello Ivanov, comandante di una brigata corazzata, annunciò al delegato polacco, colonnello Bronisław Rakowski, che l'Armata Rossa era entrata in Polonia per aiutare i polacchi a combattere contro i tedeschi, e che la priorità principale per le sue unità era di entrare a Leopoli.
Nello stesso giorno il comandante tedesco mandò un inviato a richiedere la resa della città ai tedeschi. Quando l'ufficiale polacco che conduceva la trattativa rispose che non aveva intenzione di firmare la resa, gli fu replicato che per il 21 settembre (quindi dopo due giorni) era stato predisposto un attacco su tutta la linea e che la città sarebbe stata sicuramente presa. Tuttavia, il 20 settembre i tedeschi, in ottemperanza alle clausole del Patto di non-aggressione con i sovietici, cedettero a questi le loro posizioni a nord e sud della città. Il giorno successivo il generale Sikorski decise che la situazione delle sue forze era senza speranza. Le riserve, sia come risorse umane sia come risorse materiali, erano molto abbondanti, ma un'ulteriore difesa non avrebbe portato frutti ed avrebbe causato un numero maggiore di perdite fra i civili. Venne deciso di iniziare le trattative di resa con l'Armata Rossa.

## La resa della guarnigione
Il 22 settembre l'atto resa venne firmato nel quartiere periferico di Winniki. L'Armata Rossa accettò tutte le condizioni richieste da generale Langner. La truppa ed i sottufficiali dovevano abbandonare la città, registrarsi presso le autorità sovietiche e rientrare alle loro case. Gli ufficiali potevano conservare i loro beni e lasciare la Polonia per qualsiasi nazione li avesse accettati. Lo stesso giorno le forze sovietiche entrarono in città ed iniziò il periodo di occupazione sovietica. L'atto di resa firmato il mattino fu violato dai sovietici nel primo pomeriggio, quando il NKVD cominciò ad arrestare gli ufficiali polacchi, essi furono trasferiti sotto scorta a Tarnopol, da dove furono trasferiti a vari Gulag in Unione Sovietica, la maggior parte nel famoso campo di Starobielsk. La maggior parte di essi, incluso il generale Sikorski, furono uccisi nel Massacro di Katyn'.